# Verwaltungsgemeinschaft Amt Sand
Die Verwaltungsgemeinschaft Amt Sand lag im thüringischen Landkreis Schmalkalden-Meiningen. In ihr hatten sich vier Gemeinden zur Erledigung ihrer Verwaltungsgeschäfte zusammengeschlossen.

## Die Gemeinden
- Hümpfershausen
- Oepfershausen
- Unterkatz
- Wahns

## Geschichte
Die Verwaltungsgemeinschaft wurde am 11. Oktober 1991 gegründet. Die Auflösung erfolgte am 29. Juni 1995 und die Mitgliedsgemeinden schlossen sich mit den Mitgliedsgemeinden der Verwaltungsgemeinschaften Walldorf und Wasungen zur Verwaltungsgemeinschaft Wasungen-Amt Sand mit Sitz in Wasungen zusammen.